# Championnat du Zimbabwe de football 2002
Navigation
Saison suivante Saison suivante
La saison 2002 du Championnat du Zimbabwe de football est la quarantième édition de la première division professionnelle au Zimbabwe à poule unique, la National Premier Soccer League. Seize clubs prennent part au championnat qui prend la forme d'une poule unique où toutes les équipes se rencontrent deux fois au cours de la saison. En fin de saison, les cinq derniers du classement sont directement relégués et remplacés par les trois meilleures équipes de deuxième division, tandis que le 11e dispute un barrage de promotion-relégation.
C'est le club des Highlanders FC, triple tenant du titre, qui termine à nouveau en tête du classement final, avec... vingt points d'avance sur les Black Rhinos et vingt-deux sur l'AmaZulu FC et Shabanie Mine. C'est le 6e titre de champion du Zimbabwe de l'histoire du club.

## Les clubs participants
| - Motor Action FC - CAPS United - Black Rhinos - Chrome Stars FC - Promu de Division II - Masvingo United - Lancashire Steel FC - Wankie FC - Highlanders FC | - Dynamos FC Harare - AmaZulu FC - Chapungu United FC - Zimbabwe Saints - Shabanie Mine - United Railstars Gwanda - Buymore FC - Promu de Division II - Sporting Lions FC - Promu de Division II |

## Compétition
Le barème de points servant à établir le classement se décompose ainsi :
- Victoire : 3 points
- Match nul : 1 point
- Défaite : 0 point

### Classement
| Rang | Équipe                  | Pts | J  | G  | N  | P  | Bp | Bc | Diff |
| ---- | ----------------------- | --- | -- | -- | -- | -- | -- | -- | ---- |
| 1    | Highlanders FC T        | 72  | 30 | 22 | 6  | 2  | 55 | 14 | +41  |
| 2    | Black Rhinos            | 52  | 30 | 15 | 7  | 8  | 53 | 47 | +6   |
| 3    | AmaZulu FC              | 50  | 30 | 14 | 8  | 8  | 63 | 42 | +21  |
| 4    | Shabanie Mine FC        | 50  | 30 | 14 | 8  | 8  | 50 | 34 | +16  |
| 5    | Dynamos FC Harare       | 44  | 30 | 13 | 8  | 9  | 50 | 36 | +14  |
| 6    | Wankie FC               | 44  | 30 | 13 | 5  | 12 | 40 | 37 | +3   |
| 7    | Lancashire Steel FC     | 41  | 30 | 10 | 11 | 9  | 43 | 44 | -1   |
| 8    | CAPS United             | 41  | 30 | 11 | 8  | 11 | 31 | 32 | -1   |
| 9    | Chapungu United FC      | 40  | 30 | 10 | 10 | 10 | 36 | 42 | -6   |
| 10   | Motor Action FC         | 39  | 30 | 10 | 9  | 11 | 47 | 40 | +7   |
| 11   | Sporting Lions FC P     | 38  | 30 | 10 | 8  | 12 | 38 | 49 | -11  |
| 12   | United Railstars Gwanda | 33  | 30 | 9  | 6  | 15 | 38 | 50 | -12  |
| 13   | Masvingo United C       | 31  | 30 | 7  | 10 | 13 | 35 | 41 | -6   |
| 14   | Chrome Stars FC P       | 30  | 30 | 7  | 9  | 14 | 32 | 51 | -19  |
| 15   | Zimbabwe Saints         | 29  | 30 | 8  | 5  | 17 | 41 | 59 | -18  |
| 16   | Buymore FC P            | 21  | 30 | 5  | 6  | 19 | 29 | 63 | -34  |

|  | Qualification pour la Ligue des champions 2003                                      |
|  | Qualification pour la Coupe des Coupes 2003                                         |
|  | Qualification pour la Coupe de la CAF 2003                                          |
|  | Participation au barrage de promotion-relégation                                    |
|  | Relégation en deuxième division                                                     |
|  | T : Tenant du titre C : Vainqueur de la Coupe du Zimbabwe P : Promu de Division One |

### Matchs

#### Barrage de promotion-relégation
Quatre équipes participent au barrage de promotion-relégation : le 11e de Premier Soccer League ainsi que les clubs arrivés 2e des trois poules régionales de Division One. 
| Rang | Équipe                | Pts | J | G | N | P | Bp | Bc | Diff |  | Résultats (▼ dom., ► ext.) | Spo | Bor |
| ---- | --------------------- | --- | - | - | - | - | -- | -- | ---- |  | -------------------------- | --- | --- |
| 1    | Sporting Lions FC     | 6   | 2 | 2 | 0 | 0 | 5  | 1  | +4   |  | Sporting Lions FC          |     | 2-1 |
| 2    | Border Strikers       | 0   | 2 | 0 | 0 | 2 | 1  | 5  | -4   |  | Border Strikers            | 0-3 |     |
| 3    | Gutu Leopards abandon |     |   |   |   |   |    |    |      |  |                            |     |     |
| 4    | Circle United abandon |     |   |   |   |   |    |    |      |  |                            |     |     |

## Bilan de la saison
| Championnat du Zimbabwe de football 2002 |                                                                                    |
| Champion                                 | Highlanders FC (6e titre)                                                          |
| Coupes et trophées                       |                                                                                    |
| Vainqueur de la Coupe du Zimbabwe 2002   | Masvingo United                                                                    |
| Qualifications continentales             |                                                                                    |
| Ligue des champions 2003                 | Highlanders FC                                                                     |
| Coupe des Coupes 2003                    | Masvingo United                                                                    |
| Coupe de la CAF 2003                     | Black Rhinos                                                                       |
| Promotions et relégations                |                                                                                    |
| Promus en National Premier Soccer League | Kambuzuma United Njube Sundowns Blue Swallows FC                                   |
| Relégués en Division One                 | United Railstars Gwanda Masvingo United Chrome Stars FC Zimbabwe Saints Buymore FC |